# Coupe d'Afrique du Nord de football 1949
Navigation
Coupe AFN 1948 Coupe AFN 1950
Cet article traite de l'édition 1949 de la Coupe d'Afrique du Nord de football. Il s'agit de la 13e édition de cette compétition qui se termine par la victoire du Wydad Athletic Club face au tenant du titre l'US Athlétique sur le score de deux buts à un, au Stade Philipp à Casablanca.

## Histoire
Au total lors cette édition, 30 matchs ont été joués sans compter les tours préliminaires avec 32 participants des cinq ligues différentes que sont la Ligue d'Alger, la Ligue d'Oran, la Ligue de Tunisie, la Ligue du Maroc et la Ligue de Constantine.
Ce sont deux équipes de la Ligue du Maroc qui se rencontrent en finale. Ces deux équipes sont respectivement le Wydad Athletic Club et l'US Athlétique. La finale se termine par une victoire du WAC sur le score de deux buts à un.
Le WAC remporte la compétition pour la toute première fois de son histoire et permet à sa ligue, la Ligue du Maroc d'obtenir six titres dans la compétition depuis sa création.
L'USA est défait pour la première fois en finale dans la compétition, après avoir remporté une seule Coupe en 1948.